# Ciclismo nos Jogos Olímpicos de Verão de 1964
O ciclismo nos Jogos Olímpicos de Verão de 1964 foi realizado em Tóquio, no Japão, com dois eventos de estrada e cinco de pista, todos masculinos. A perseguição individual de 4000 metros foi introduzida durante esses Jogos

## Eventos do ciclismo
Masculino: Estrada individual | Equipes contra o relógio | 1 km contra o relógio | Velocidade | Tandem | Perseguição individual | Perseguição por equipes

## Estrada individual masculino
| Pos. | País            | Atletas          | Tempo      |
| ---- | --------------- | ---------------- | ---------- |
|      | Itália (ITA)    | Mario Zanin      | 4:39:51.63 |
|      | Dinamarca (DEN) | Kjeld Rodian     | 4:39:51.65 |
|      | Bélgica (BEL)   | Walter Godefroot | 4:39:51.74 |

## Equipes contra o relógio masculino
| Pos. | País                | Atletas                                                           | Tempo      |
| ---- | ------------------- | ----------------------------------------------------------------- | ---------- |
|      | Países Baixos (NED) | Bart Zoet Evert Dolman Gerben Karstens Jan Pieterse               | 2:26:31.19 |
|      | Itália (ITA)        | Feruccio Manza Severino Andreoli Luciano Dalla Bona Pietro Guerra | 2:26:55.39 |
|      | Suécia (SWE)        | Sture Pettersson Sven Hamrin Erik Pettersson Gösta Pettersson     | 2:27:11.52 |

## 1 km contra o relógio masculino
| Pos. | País          | Atletas             | Tempo   |
| ---- | ------------- | ------------------- | ------- |
|      | Bélgica (BEL) | Patrick Sercu       | 1:09.59 |
|      | Itália (ITA)  | Giovanni Pettenella | 1:10.09 |
|      | França (FRA)  | Pierre Trentin      | 1:10.42 |

## Velocidade individual masculino
| Pos. | País         | Atletas             |
| ---- | ------------ | ------------------- |
|      | Itália (ITA) | Giovanni Pettenella |
|      | Itália (ITA) | Sergio Bianchetto   |
|      | França (FRA) | Daniel Morelon      |

## Tandem masculino
| Pos. | País                     | Atletas                          |
| ---- | ------------------------ | -------------------------------- |
|      | Itália (ITA)             | Sergio Bianchetto Angelo Damiano |
|      | União Soviética (URS)    | Imants Bodnieks Viktor Logunov   |
|      | Equipe Alemã Unida (EUA) | Willi Fuggerer Klaus Kobusch     |

## Perseguição individual masculino
| Pos. | País                 | Atletas         |
| ---- | -------------------- | --------------- |
|      | Checoslováquia (TCH) | Jiri Daler      |
|      | Itália (ITA)         | Giorgio Ursi    |
|      | Dinamarca (DEN)      | Preben Isaksson |

## Perseguição por equipes masculino
| Pos. | País                     | Atletas                                                     |
| ---- | ------------------------ | ----------------------------------------------------------- |
|      | Equipe Alemã Unida (EUA) | Ernst Streng Lothar Claesges Karlheinz Henrichs Karl Link   |
|      | Itália (ITA)             | Franco Testa Cencio Mantovani Carlo Rancati Luigi Roncaglia |
|      | Países Baixos (NED)      | Cor Schuuring Henk Cornelisse Gerard Koel Jaap Oudkerk      |

## Quadro de medalhas do ciclismo
| Ordem | País                   | Medalha de ouro | Medalha de prata | Medalha de bronze | Total |
| ----- | ---------------------- | --------------- | ---------------- | ----------------- | ----- |
| 1     | ITA Itália             | 3               | 5                | 0                 | 8     |
| 2     | BEL Bélgica            | 1               | 0                | 1                 | 2     |
| 2     | EUA Equipe Alemã Unida | 1               | 0                | 1                 | 2     |
| 2     | NED Países Baixos      | 1               | 0                | 1                 | 2     |
| 5     | TCH Checoslováquia     | 1               | 0                | 0                 | 1     |
| 6     | DEN Dinamarca          | 0               | 1                | 1                 | 2     |
| 7     | URS União Soviética    | 0               | 1                | 0                 | 1     |
| 8     | FRA França             | 0               | 0                | 2                 | 2     |
| 9     | SWE Suécia             | 0               | 0                | 1                 | 1     |